# Parapelophryne scalpta
Parapelophryne é um género de anfíbios da família Bufonidae, cuja única espécie é Parapelophryne scalpta. Está presente na Ilha de Hainan, China.